# Католицизм в Омане
Католицизм в Омане или Католическая церковь в Омане является частью всемирной Католической церкви под духовным руководством папы в Риме. Численность католиков в Омане составляет около 55 тысяч человек (около 2% от общей численности населения), большинство которых составляют рабочие-иммигранты. Католическая община в Омане входит в состав апостольского викариата Южной Аравии с центром в городе Абу-Даби.
В настоящее время в стране действуют четыре прихода, в которых служат 7 священнослужителей:
- Церковь святого Антония Падуанского в городе Сухар;
- Церковь святых апостолов Петра и Павла в городе Руви;
- Церковь Святого Духа в городе Маскат;
- Церковь святого Франциска Ксаверия в городе Салала.